# NGC 601
NGC 601 é uma galáxia  localizada na direcção da constelação de Cetus. Possui uma declinação de -12° 12' 30" e uma ascensão recta de 1 horas, 33 minutos e 06,5 segundos.
A galáxia NGC 601 foi descoberta em 1886 por Frank Müller.